# 9. Gardejagdfliegerregiment
Das 9. Gardejagdfliegerregiment war eine Eliteverband der Luftstreitkräfte der Sowjetunion im Zweiten Weltkrieg. Es ging unter der Bezeichnung „Sternbild der Helden“ in die Kampfchronik der sowjetischen Fliegerkräfte ein.

## Allgemein
Der Verband wurde am 7. März 1942 durch Umbenennung des 69. Rotbanner-Jagdfliegerregiment als Gardeformation aktiviert, um schwierige Kampfeinsätze durchzuführen und Mut und Heldentum der roten Luftstreitkräfte zu demonstrieren. Ab dem 23. Juli 1942 wurde das 9. Garde-Jagdfliegerregiment Teil der 8. Luftarmee und auf Initiative dessen Kommandeurs General Timofej T. Chrjukin in der Schlacht um Stalingrad eingesetzt. Chrjukin verwirklichte sich damit einen langgehegten Traum zur Konzentration der besten Fliegerführer in einem Verband und wählte jeden Piloten persönlich in einem Eignungsgespräch aus. Sieben Asse mit mehr als 10 Luftsiegen kamen vom 9. Gardejagdfliegerregiment, drei vom 296. Jagdfliegerregiment und zwei vom 11. Jagdfliegerregiment.
Die sowjetische Luftwaffe war auf die fast ausschließliche Unterstützung der Bodentruppen ausgerichtet. Das Regiment bildete eine Ausnahme und flog Angriffe gegen die feindlichen Fliegerkräfte und Einsätze in „Freier Jagd“. Nach sowjetischer Darstellung war das Regiment „für die Faschisten der Schrecken am Stalingrader Himmel“. Das Sowinformbüro meldete am 14. September 1942:

„Die Rote Luftflotte hat aus allen Jägerstaffeln von Murmansk bis nach Baku - ihre besten Piloten herangezogen und im Kampf eingesetzt. Diese erfahrenen Männer bilden jetzt Sonderstaffeln, die neben den Flugverbänden, die taktisch mit der Truppe zusammenarbeiten, die Aufgabe haben, sich ohne besonderen Einsatzbefehl den Stukas zu widmen. Die Luftkämpfe um den Raum von Stalingrad haben sich damit wesentlich verschärft. Bei ihrem ersten Einsatz am Samstag schossen diese Elitestaffeln unserer Flieger ohne Eigenverlust 52 deutsche Flugzeuge ab.“

Der Flugzeugkonstrukteur Alexander S. Jakowlew schreibt in seinen Erinnerungen, dass diese Eliteeinheiten mit seiner neuen Jak-9 ausgerüstet wurde und dass der Augenblick kam, den alle so herbeigesehnt haben: „Am Himmel über Stalingrad brannten die Messerschmitts!“
Kommandeur war Lew L. Schestakow. Unter den Fliegern befanden sich Amet-Chan Sultan, Alexei W. Aleljuchin, Wladimir D. Lawrinenkow und Pawel J. Golowatschjow. 26 Piloten im Regiment trugen den Titel Held der Sowjetunion.